# 高島市

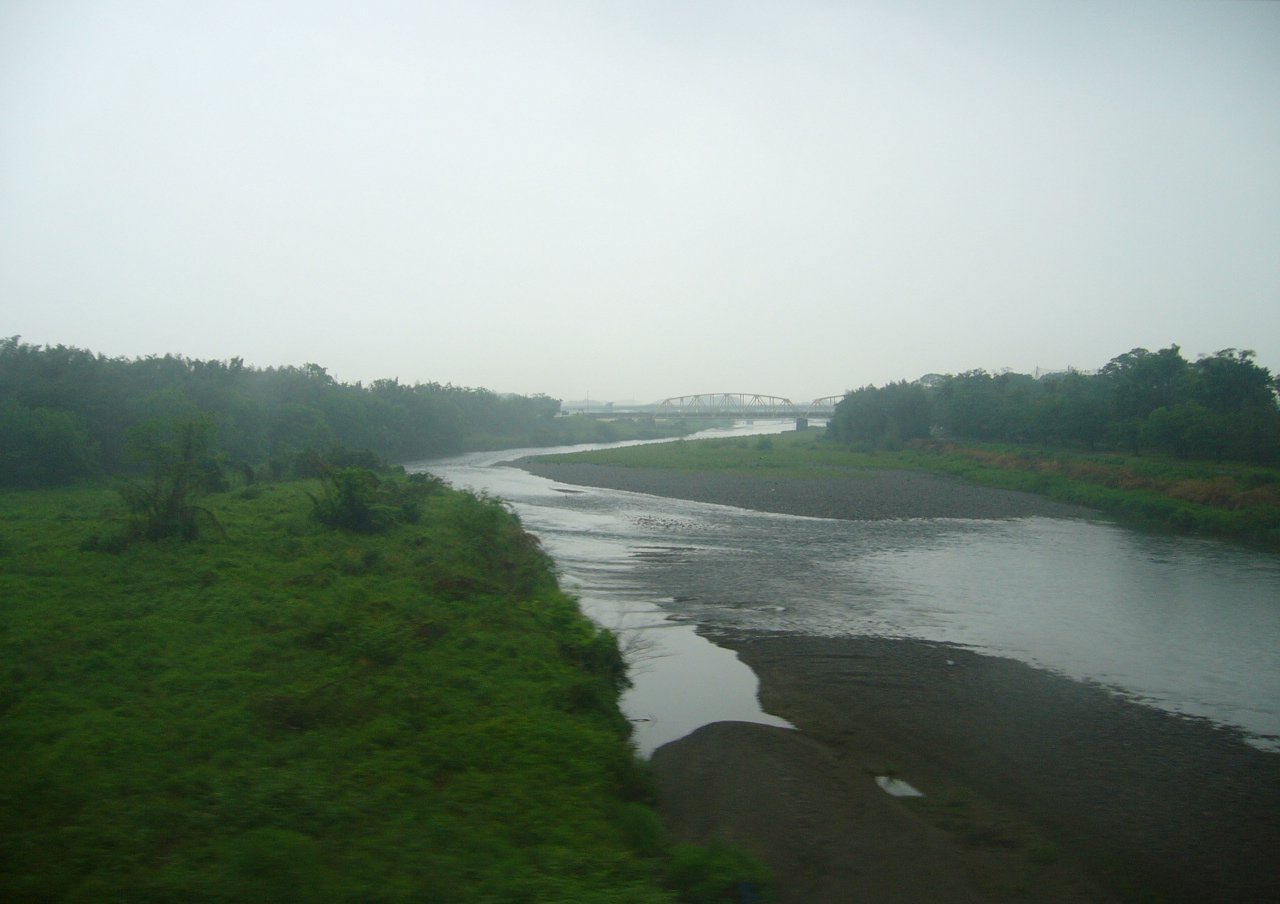
安曇川

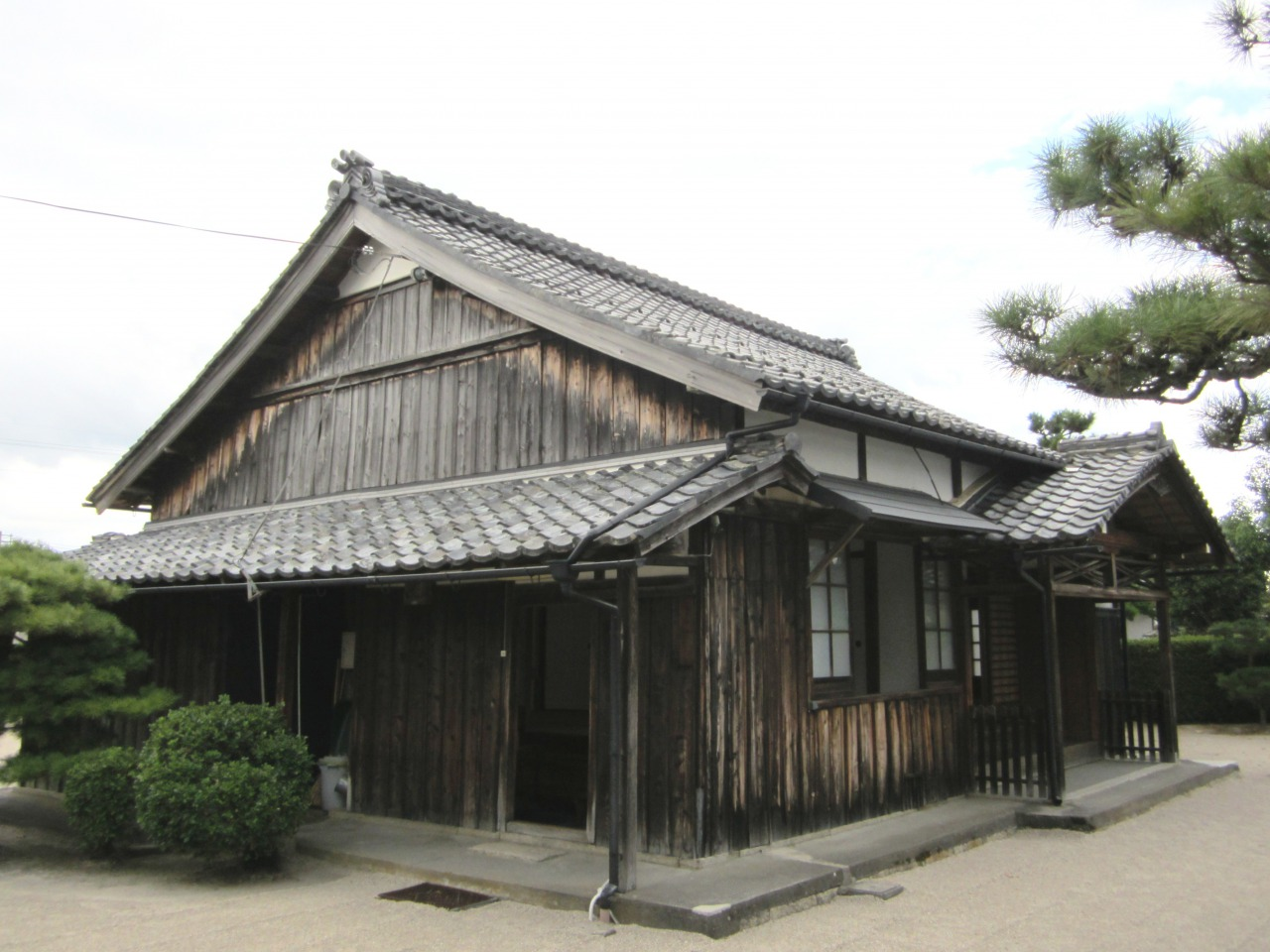
藤樹書院

高島市（たかしまし）は、滋賀県北西部にある市。西近江路・若狭街道が縦貫する交通の要衝として発展した。人口は約4万人。琵琶湖岸から福井県若狭地方との県境まで市域が広がり、面積は琵琶湖の面積669.26 km2を上回る693.05 km2で、県内最大の面積規模を持つ。

## 概要
古代から畿内（関西）と若狭（北近畿）・北陸地方を結ぶ古代七道の北陸道が通り交通の要所として栄えた。
安曇川と石田川流域の扇状地や三角州にまとまった平地があるほかは、比良山地や野坂山地など森林が広がり、琵琶湖の水質汚染も少なく自然豊かである。日本さくら名所100選にも選定されているマキノ町海津大崎には、花見シーズンになると10万人を超える観光客が訪れ、マキノ町のカタクリの花の群生地、今津町のザゼン草、新旭町針江区の川端（かばた）なども有名。安曇川沿いの扇骨生産や、『琵琶湖周航の歌』の発祥地としても知られている。日本海側気候で、特に旧今津町、旧マキノ町、旧朽木村は豪雪地帯対策特別措置法における豪雪地帯となっており、それを利用したスキー場も賑わいを見せる。森林セラピー基地に認定されている。
2003年2月には当時日本の対人地雷処理が行われていた新旭町にて、その処理の終了をきっかけにNPO法人難民を助ける会との共催で「第1回地雷をなくそう! 全国子どもサミット」、引き続き2004年8月に「第1回地雷をなくそう! 世界こどもサミット」が開催された。同市立今津中学校が行っている「アジア子どもプロジェクト」も有名で、2006年にはネパールからの奨学生を招いての交流を行った。
陸上自衛隊の今津駐屯地及び航空自衛隊饗庭野分屯基地があり、饗庭野演習場を有している。

## 市名の歴史と由来
日本に現存する最古の正史である『日本書紀』の継体天皇即位前紀に「近江国高島郡三尾之別業」とあるのが初見である。『日本書紀』編纂時の郡名を用いて記されたもので、奈良時代には「高島」の名が使われていた。
『万葉集』『和名抄』などに「太加之萬」と記されていることから、早い時期から「タカシマ」の呼称が定着したと考えられる。
『日本書紀』や『古事記』（8世紀初頭成立）よりも成立が古い『上宮記』（7世紀初頭の推古朝成立か？）逸文には、継体天皇の父彦主人王（5世紀前半から中期の人物）が「弥乎国高島宮」に居たとの記事があり、これが高島の市名の由来になったとする説がある。
- 百貨店「髙島屋」の屋号のルーツ（創業者飯田新七の義父飯田儀兵衛の出身地）になっており、その縁で高島市と高島屋との共同企画なども実施されたことがある[2]。
- 東京の高島平も高島四郎兵衛とその子孫、高島秋帆を介して間接的なつながりがある。奇しくも双方に高島高等学校が存在する。[要出典]

## 地理
- 山：蛇谷ヶ峰、箱館山
  - 高島トレイルの連山

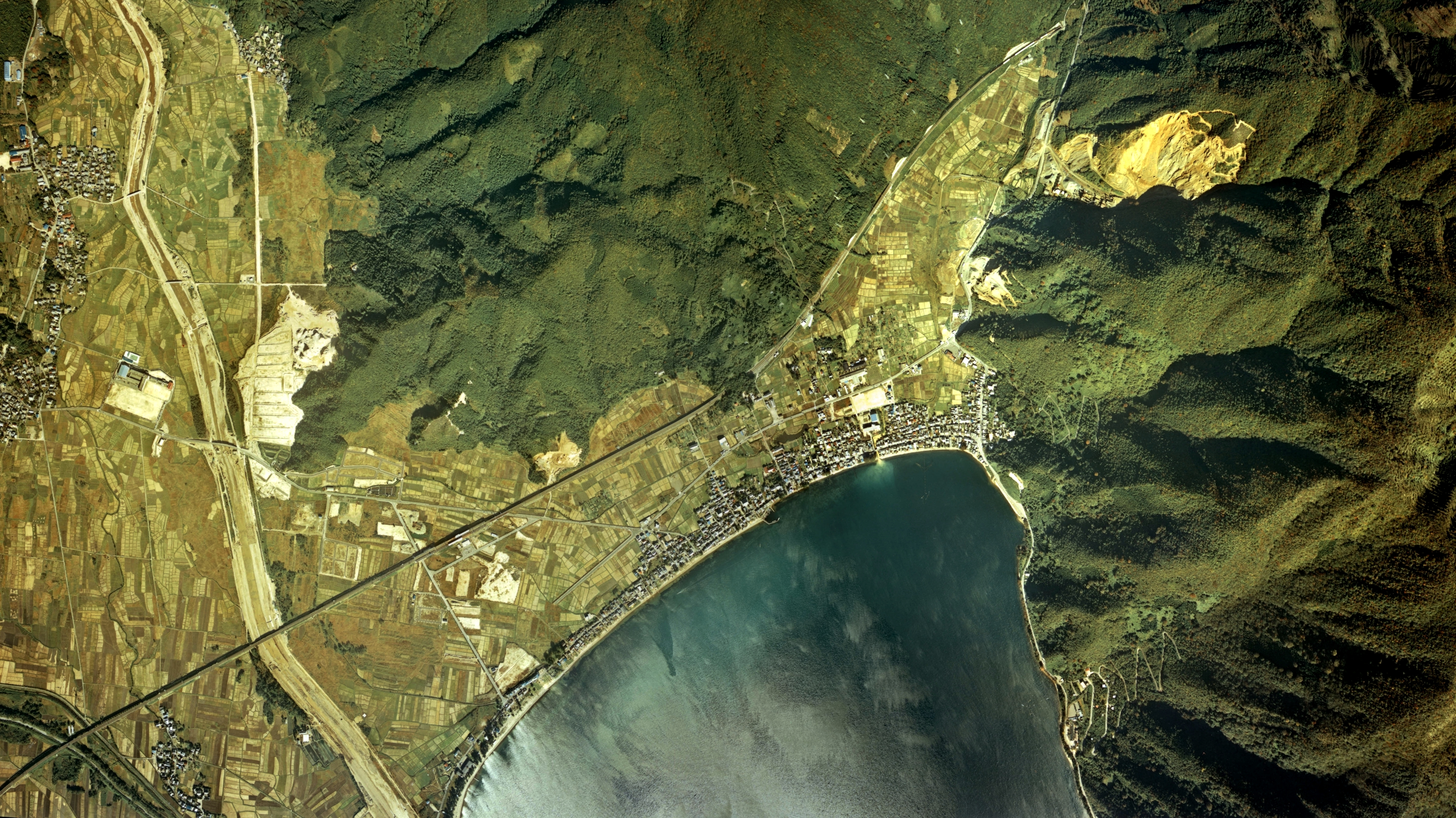
旧マキノ町海津地区周辺の空中写真。1975年撮影の4枚を合成作成。。

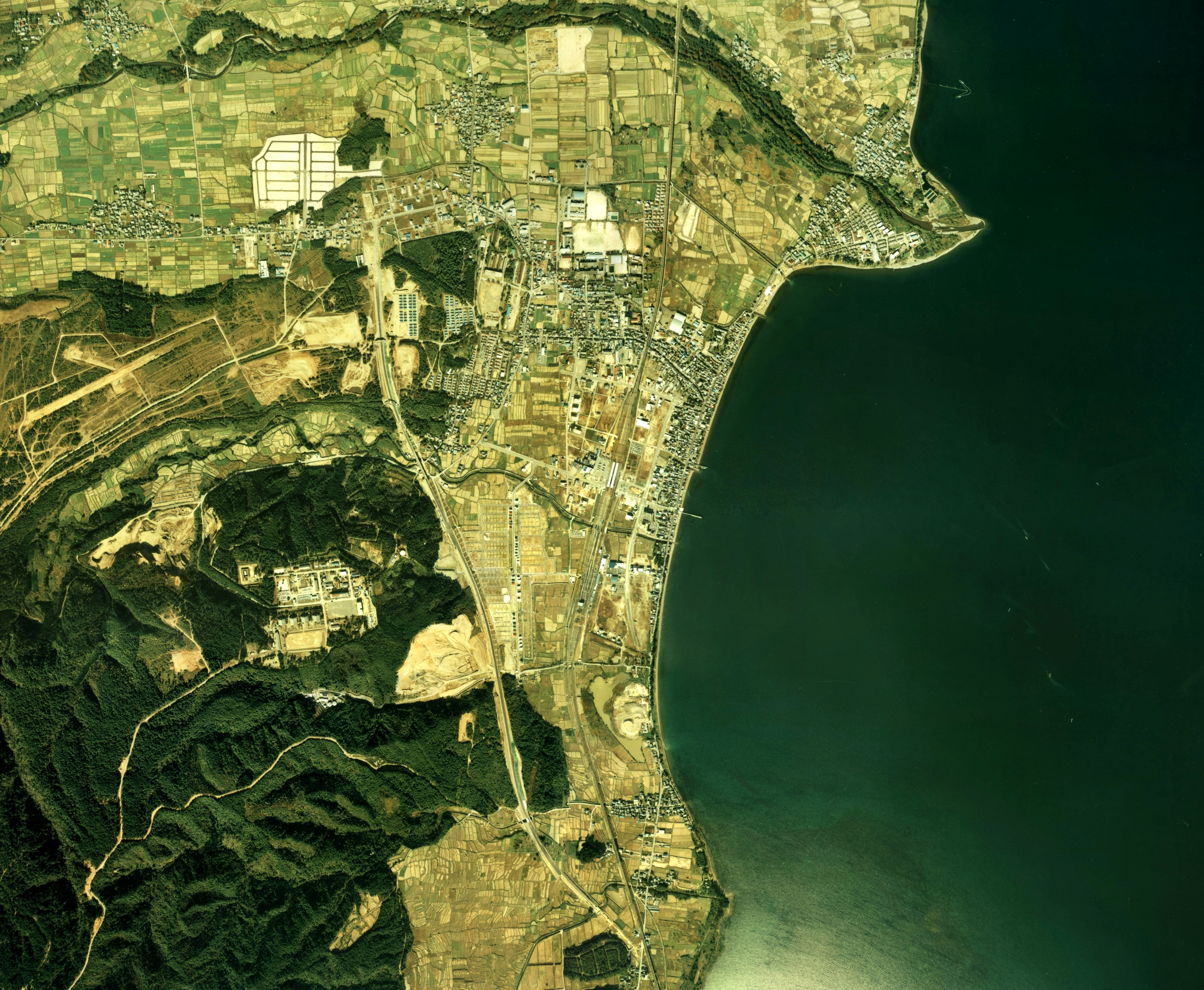
旧今津町中心部周辺の空中写真。1975年撮影の6枚を合成作成。国土航空写真。

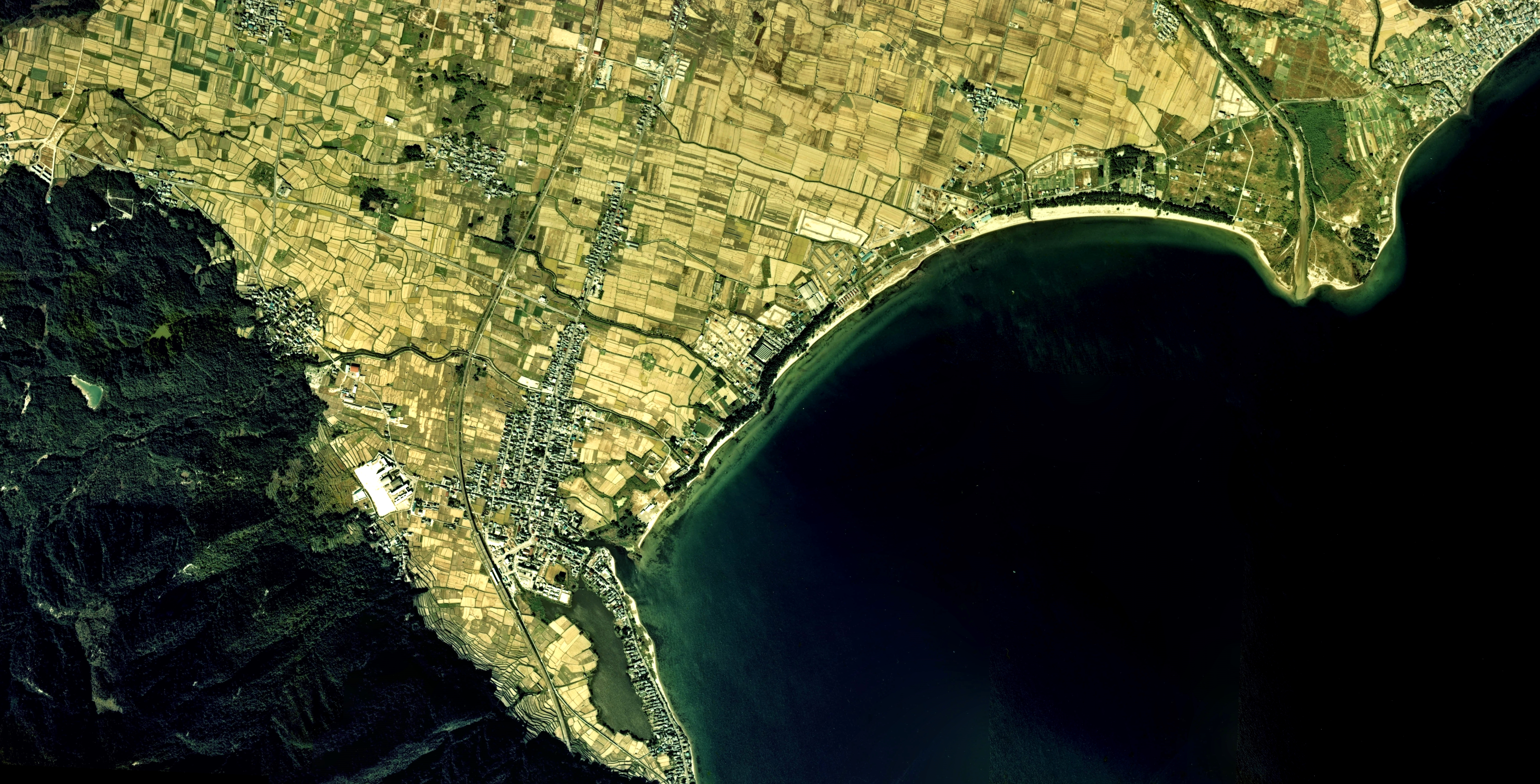
旧高島町勝野地区周辺の空中写真。1975年撮影の4枚を合成作成。国土航空写真。

- 丘陵：饗庭野丘陵（熊野山）、太山寺野（阿弥陀山）
- 湖沼：琵琶湖、乙女が池、淡海湖（処女湖）
- 河川：鴨川、安曇川、林照寺川、石田川、百瀬川、知内川、北川

高島市には滋賀県で唯一、福井県境より内側に中央分水界が通っている区間があり、旧今津町の一部地域にある北川水系の流域のみ日本海側（若狭湾支湾の小浜湾）に注ぎ、市内の他の河川は淀川水系であり一旦は琵琶湖へ集約される。
| 今津（1991年 - 2020年）の気候      | 今津（1991年 - 2020年）の気候 | 今津（1991年 - 2020年）の気候 | 今津（1991年 - 2020年）の気候 | 今津（1991年 - 2020年）の気候 | 今津（1991年 - 2020年）の気候 | 今津（1991年 - 2020年）の気候 | 今津（1991年 - 2020年）の気候 | 今津（1991年 - 2020年）の気候 | 今津（1991年 - 2020年）の気候 | 今津（1991年 - 2020年）の気候 | 今津（1991年 - 2020年）の気候 | 今津（1991年 - 2020年）の気候 | 今津（1991年 - 2020年）の気候 |
| 月                                 | 1月                           | 2月                           | 3月                           | 4月                           | 5月                           | 6月                           | 7月                           | 8月                           | 9月                           | 10月                          | 11月                          | 12月                          | 年                            |
| ---------------------------------- | ----------------------------- | ----------------------------- | ----------------------------- | ----------------------------- | ----------------------------- | ----------------------------- | ----------------------------- | ----------------------------- | ----------------------------- | ----------------------------- | ----------------------------- | ----------------------------- | ----------------------------- |
| 最高気温記録 °C （°F）             | 16.1 (61)                     | 18.0 (64.4)                   | 23.4 (74.1)                   | 26.9 (80.4)                   | 31.5 (88.7)                   | 34.5 (94.1)                   | 36.4 (97.5)                   | 37.4 (99.3)                   | 35.2 (95.4)                   | 30.9 (87.6)                   | 23.3 (73.9)                   | 18.3 (64.9)                   | 37.4 (99.3)                   |
| 平均最高気温 °C （°F）             | 6.3 (43.3)                    | 6.9 (44.4)                    | 11.0 (51.8)                   | 16.9 (62.4)                   | 21.9 (71.4)                   | 25.3 (77.5)                   | 29.2 (84.6)                   | 31.0 (87.8)                   | 27.1 (80.8)                   | 21.4 (70.5)                   | 15.2 (59.4)                   | 9.3 (48.7)                    | 18.4 (65.1)                   |
| 日平均気温 °C （°F）               | 2.8 (37)                      | 3.1 (37.6)                    | 6.4 (43.5)                    | 11.7 (53.1)                   | 17.0 (62.6)                   | 21.2 (70.2)                   | 25.1 (77.2)                   | 26.4 (79.5)                   | 22.7 (72.9)                   | 16.8 (62.2)                   | 10.7 (51.3)                   | 5.4 (41.7)                    | 14.1 (57.4)                   |
| 平均最低気温 °C （°F）             | −0.4 (31.3)                   | −0.4 (31.3)                   | 2.0 (35.6)                    | 6.8 (44.2)                    | 12.5 (54.5)                   | 17.5 (63.5)                   | 21.8 (71.2)                   | 22.8 (73)                     | 18.9 (66)                     | 12.6 (54.7)                   | 6.5 (43.7)                    | 1.9 (35.4)                    | 10.2 (50.4)                   |
| 最低気温記録 °C （°F）             | −10.6 (12.9)                  | −11.7 (10.9)                  | −8.4 (16.9)                   | −1.7 (28.9)                   | 3.4 (38.1)                    | 7.1 (44.8)                    | 12.6 (54.7)                   | 12.8 (55)                     | 9.8 (49.6)                    | 1.6 (34.9)                    | −2.0 (28.4)                   | −8.0 (17.6)                   | −11.7 (10.9)                  |
| 降水量 mm （inch）                 | 192.5 (7.579)                 | 144.2 (5.677)                 | 139.9 (5.508)                 | 126.6 (4.984)                 | 167.0 (6.575)                 | 175.1 (6.894)                 | 225.5 (8.878)                 | 142.2 (5.598)                 | 194.4 (7.654)                 | 148.5 (5.846)                 | 112.9 (4.445)                 | 178.1 (7.012)                 | 1,946.9 (76.65)               |
| 降雪量 cm （inch）                 | 110 (43.3)                    | 102 (40.2)                    | 14 (5.5)                      | 0 (0)                         | 0 (0)                         | 0 (0)                         | 0 (0)                         | 0 (0)                         | 0 (0)                         | 0 (0)                         | 0 (0)                         | 34 (13.4)                     | 258 (101.6)                   |
| 平均降水日数 （≥1.0 mm）           | 19.6                          | 16.9                          | 15.1                          | 11.7                          | 10.9                          | 11.2                          | 13.0                          | 9.1                           | 11.3                          | 10.9                          | 12.2                          | 17.9                          | 159.7                         |
| 平均月間日照時間                   | 79.0                          | 86.1                          | 137.9                         | 174.6                         | 187.1                         | 141.4                         | 150.9                         | 198.3                         | 148.6                         | 141.4                         | 117.0                         | 92.3                          | 1,654.6                       |
| 出典1：Japan Meteorological Agency |                               |                               |                               |                               |                               |                               |                               |                               |                               |                               |                               |                               |                               |
| 出典2：気象庁                      |                               |                               |                               |                               |                               |                               |                               |                               |                               |                               |                               |                               |                               |

### 隣接している自治体・行政区
- 滋賀県
  - 大津市
  - 長浜市
- 京都府
  - 京都市（左京区）
  - 南丹市
- 福井県
  - 敦賀市
  - 小浜市
  - 三方上中郡 - 若狭町
  - 三方郡 - 美浜町
  - 大飯郡 - おおい町

高島市を含めた滋賀県と福井県の9市町（高島市、長浜市、米原市、敦賀市、小浜市、美浜町、若狭町、高浜町、おおい町）で福滋県境交流促進協議会を結成している。なお、福井県遠敷郡の旧上中町は、平成の大合併の際、滋賀県高島郡6町村との合併（越境合併）を検討していたことがあった（上中町はその後の合併で福井県若狭町となっている）。

## 歴史
縄文時代、安曇川や鴨川、石田川の沖積平野に人が住み着いた。（鴨遺跡・上御殿遺跡・天神畑遺跡・北仰西海道遺跡など）
弥生時代の3世紀以前に古代日本を代表する有力氏族である安曇族が定着した。安曇川の名は安曇族に由来する。県名の滋賀県も安曇族に由来すると言われている。（「滋賀郡」の郡名の由来を参照）
都と北陸地方を結ぶ人々の往来、物資の運搬や交易の最短路として高島は重要な拠点となる。（『古事記』の第15代天皇応神天皇段に、応神が近江から若狭を経て敦賀の気比の神に詣でるために行幸した。という記事がある。応神が実在したのかは不明だが、近江から若狭へ通じるルートは高島を通過する街道以外になく、この記事からも古代の主要路として使用されていた事が史実であるとわかる。）
古墳時代の450年頃、記紀によれば、応神天皇の5世子孫の第26代天皇である継体天皇は近江国高嶋郷三尾野（滋賀県高島市近辺）で誕生した。その地の付近には継体天皇の父親の彦主人王の陵墓とされる田中王塚古墳や、継体天皇を支えた三尾氏の首長または継体天皇の皇子の陵墓とされる鴨稲荷山古墳がある。継体天皇は、古代の神話のみで実在しないとされる天皇の中で、おおよその年代が推定できる実在が確実な最初の天皇である。（例えば、継体は第15代天皇の応神天皇の5世子孫とされるが、その応神天皇自体の実在を疑う説がある。継体の前代の第25代天皇の武烈天皇も実在を疑う説が強い。継体天皇擁立の前に大伴金村、物部麁鹿火らの豪族が擁立しようとしていたのは14代仲哀天皇の5世孫の倭彦王であるが、仲哀天皇も倭彦王も実在が疑われている人物である。）
3世紀から7世紀の古墳時代において、湖西北部（現在の高島地域）において古墳群が築造される。
飛鳥時代の672年、壬申の乱では高島の三尾が戦場となり、三尾城が陥落する。
7世紀後半くらいに日置前に官衙的機能を持つ建物が建てられる（日置前遺跡）。
奈良時代の764年、藤原仲麻呂の乱で敗れた藤原仲麻呂（藤原恵美押勝）は、高島の三尾付近の湖上にて坂上石楯に斬り殺される。
8 - 9世紀にかけて、渤海使が国際航路として高島を使用した。
平安時代9世紀頃の高島郡は、『和名類聚抄』によると、「木津」「鞆結」「善積」「河上」「角野」「三尾」など10郷の存在の記載がある。このうち木津荘（旧饗庭村）は、保延4年（1138年）に山門（比叡山延暦寺）領に加えられ、富永荘（伊香郡）、栗見荘（神崎郡）とともに、「三箇庄聖供領（千僧供領）」と言われ延暦寺の重要な経済基盤を担った。
高島は、『延喜式』の近江国式内社155座の約4分の1に当たる34座（式外社の白鬚神社を含めると35座）があり、古代近江において重要な地位を持っていた。
鎌倉時代初期、近江源氏である佐々木信綱の子の佐々木高信が、父信綱より高島郡に所領を分与されて高島氏を称し、高島高信と名乗った。高島氏は後に数流に分かれたが、それぞれ高島郡の各所に居城を構え、戦国時代まで栄えた。高島一族には惣領家である高島氏を筆頭に、高島朽木氏、高島永田氏、高島平井氏、高島横山氏、高島田中氏らがあった。
室町時代の応永29年（1422年）の『木津荘検注帳』、年次不詳の『木津荘引田帳』などから安曇川・鴨川デルタ地帯（旧新旭町・旧安曇川町・旧高島町）は条里制が敷かれていたことが知られている。
室町時代の享禄元年（1528年）室町幕府12代将軍足利義晴は細川晴元・三好元長らの反乱の難を避け、朽木稙綱を頼って享禄4年（1531年）まで朽木興聖寺に滞在していた。
天文22年（1553年）、三好長慶との戦い（東山霊山城の戦い）に破れた室町幕府13代将軍足利義輝は伯父である前関白近衛稙家らを伴い、朽木元綱（朽木稙綱の孫）を頼って朽木谷に逃れ、以降5年間を朽木岩神館で過ごした。
高島高信以降の高島氏歴代は、高島平野の中央部（安曇川北岸の饗庭野丘陵末端・新旭）にある清水山の清水寺跡に清水山城を築いて居城とした。築城の年代は不詳であるが、北野天満宮史料『目安等諸記録書抜（文安4年（1448年）12月4日記録）』に、清水寺に関する記録があることから文安4年以降の築城と考えられる。鎌倉時代室町時代と将軍家に直属する奉公衆として栄えた。しかし享禄4年（1531年）より浅井郡の戦国大名浅井亮政の侵攻が始まり、永禄11年（1568年）には浅井氏の影響下に置かれることになった（『朽木文書』史料）。元亀年間、明智光秀ら織田信長軍の進攻により高島氏宗家は高島郡を追われた。朽木氏は市西部の朽木谷を鎌倉時代・室町時代を通して領しており、織田政権に続いて豊臣政権、江戸幕府に従い、旗本として幕末まで転封することなく栄えた。その後、磯野員昌により新庄城に政治の中心が移ったが、間もなく入城した津田信澄により大溝城に政治の中心が移された。信澄の後は京極高次などが大溝城主となった。
江戸時代の元和5年（1619年）に分部光信が伊勢上野より入封して大溝藩が成立し、以後、明治維新まで分部氏が治めた。江戸時代の高島郡は、天領、大溝藩領、小浜藩・加賀藩・膳所藩・郡山藩の飛び地、旗本朽木氏の知行地などが混在していた。江戸時代は、幕府の役所が設置された海津村（旧マキノ町）と城下町である大溝村（旧高島町）を中心に発展した。
明治時代になり、大日本帝国陸軍の駐屯地・饗庭野演習場が置かれたことをきっかけに今津村（旧今津町）に高島郡役所が設置され、以後、国・県の出先機関は今津に設置されるようになった。

### 沿革
※市制執行以前の市域の歴史については、高島郡も参照
- 2002年10月1日 -  高島地域合併協議会を設置（高島郡マキノ町、今津町、新旭町、安曇川町、高島町の5町が参加）。
- 2003年
  - 3月11日 - 合併協議会が新市名を西近江市（にしおうみし）に決定。
  - 12月24日 - 住民投票の結果を受け、高島郡朽木村が合併協議会に加入。
- 2004年2月24日 - 新市名に対する多くの住民からの反対意見を受け、合併協議会が新市名を再検討し、新市名を高島市に決定（一旦決めた合併後の新名称を再検討した例は、平成の大合併では本事案が初めてである）。
- 2005年1月1日 - 5町1村が合併し、市制施行し、高島市が誕生。この結果、滋賀県から村が消滅したと同時に、高島郡が消滅。
- 2007年9月30日 - 継体天皇即位1500年記念事業『高島歴史フォーラム「継体天皇と古代高島」』が開催される
- 2008年3月7日 - 中江藤樹生誕400年祭開催。

## 人口
| 高島市（に相当する地域）の人口の推移 \| 1970年（昭和45年） \| 49,818人 \| \| \| 1975年（昭和50年） \| 49,519人 \| \| \| 1980年（昭和55年） \| 50,926人 \| \| \| 1985年（昭和60年） \| 52,020人 \| \| \| 1990年（平成2年） \| 52,032人 \| \| \| 1995年（平成7年） \| 54,369人 \| \| \| 2000年（平成12年） \| 55,451人 \| \| \| 2005年（平成17年） \| 53,950人 \| \| \| 2010年（平成22年） \| 52,486人 \| \| \| 2015年（平成27年） \| 50,025人 \| \| \| 2020年（令和2年） \| 46,377人 \| \| |          |  |
| 総務省統計局 国勢調査より |          |  |
| 1970年（昭和45年） | 49,818人 |  |
| 1975年（昭和50年） | 49,519人 |  |
| 1980年（昭和55年） | 50,926人 |  |
| 1985年（昭和60年） | 52,020人 |  |
| 1990年（平成2年） | 52,032人 |  |
| 1995年（平成7年） | 54,369人 |  |
| 2000年（平成12年） | 55,451人 |  |
| 2005年（平成17年） | 53,950人 |  |
| 2010年（平成22年） | 52,486人 |  |
| 2015年（平成27年） | 50,025人 |  |
| 2020年（令和2年） | 46,377人 |  |

## 行政

### 市長
- 市長：今城克啓（2025年2月13日就任、1期目）
  - 副市長：中川義人（2020年4月1日-2025年2月12日）の退任後、欠員

#### 歴代市長
| 歴代           | 氏名       | 就任年月日    | 退任年月日    | 備考                 |
| -------------- | ---------- | ------------- | ------------- | -------------------- |
| 市長職務執行者 | 玉垣勝     | 2005年1月1日  | 2005年2月12日 | 旧朽木村長           |
| 初代           | 海東英和   | 2005年2月13日 | 2009年2月12日 | 旧新旭町長           |
| 2代            | 西川喜代治 | 2009年2月13日 | 2013年2月12日 | 元高島市健康福祉部長 |
| 3 - 5代        | 福井正明   | 2013年2月13日 | 2025年2月12日 | 元滋賀県病院事業庁長 |
| 6代            | 今城克啓   | 2025年2月13日 | 在職中        | 元高島市議會議員     |

### 市役所
- 市役所（旧新旭町役場）
- マキノ支所（旧マキノ町役場）
- 今津支所
- 朽木支所（旧朽木村役場）
- 安曇川支所（旧安曇川町役場）
- 高島支所（旧高島町役場）

現在の市役所は暫定的なもので、将来的には県道安曇川今津線に面する今津町今津字南沼に新庁舎を建設するとしている。高島市の条例第1号でも「今津町今津448番地20」が「本市の事務所の位置」として明記されている。しかし2013年1月の市長選で新庁舎建設凍結を公約の一つに掲げる福井が当選し、現庁舎を増改築する方針に転じた。これに対して旧今津町では「合併協定書を守る市民の会」が結成されるなど、方針転換への反発が起こっている。
2017年8月14日、今津支所が庁舎の老朽化に伴い旧今津町役場から新庁舎へと移転。
2017年8月から2019年3月にかけて本庁舎新館の増築と本館の改修が行われ、新館が2018年10月9日、本館が2019年5月7日にオープンした。これに伴い、高島市役所別館と安曇川支所内の教育委員会の業務が本庁に集約された。

### 住所表記
- 合併後の旧各町村の住所表記は旧高島町・旧朽木村以外は旧町名を踏襲している。旧高島町に関しては旧町名は省略、旧朽木村に関しては「朽木村○○」から「朽木○○」と変更されている。

## 議会

### 衆議院
- 選挙区：滋賀1区（大津市、高島市）
- 任期：2021年10月31日 - 2025年10月30日
- 当日有権者数：324,354人
- 投票率：58.90％

| 当落 | 候補者名       | 年齢 | 所属党派                            | 新旧別 | 得票数   | 重複 |
| ---- | -------------- | ---- | ----------------------------------- | ------ | -------- | ---- |
| 当   | 大岡敏孝       | 49   | 自由民主党                          | 前     | 97,482票 | ○    |
| 比当 | 斎藤アレックス | 36   | 国民民主党                          | 新     | 84,106票 | ○    |
|      | 日高千穂       | 77   | NHKと裁判してる党弁護士法72条違反で | 新     | 5,092票  | ○    |

## 公共機関

### 警察
- 滋賀県警察 高島警察署

### 消防
- 高島市消防本部
  - 北部消防署
  - 南部消防署

### 司法
高島簡易裁判所と大津家庭裁判所の出張所、高島区検察庁があるが、高島区検は大津地方検察庁及び大津区検察庁の検事が事務取扱の発令を受け、大津で事件を処理している。
- 大津家庭裁判所高島出張所
- 高島簡易裁判所
- 高島区検察庁

### その他
- 滋賀県高島合同庁舎
- 法務省
  - 大津地方法務局高島出張所
- 国税庁
  - 大阪国税局今津税務署
- 厚生労働省
  - 大津公共職業安定所高島出張所（ハローワーク高島）
- 防衛省
  - 自衛隊滋賀地方協力本部高島地域事務所
  - 陸上自衛隊今津駐屯地
  - 航空自衛隊饗庭野分屯基地

## 経済

### 地場産業
- 扇骨（扇子の骨）
- 高島硯（虎斑石）
- 綿織物（特にちりめん）
- 近江鴨
- 箱館そば

### 農業
| - レーク滋賀農業協同組合（JAレーク滋賀）[旧JAマキノ町、JA今津町、JA新旭町、JA西びわこ] - 有限会社グリーン藤栄（安曇川町） | - たかしま有機農法研究会（高島市内全域） - マキノ町果樹生産組合 |

### 水産業
漁業協同組合
| - 湖西漁業協同組合 - 今津漁業協同組合 - 浜分漁業協同組合 | - 三谷漁業協同組合 - 朽木漁業協同組合 |

漁港
| - 大溝漁港 - 北舟木漁港 - 今津漁港 | - 知内漁港 - 海津漁港 |

### 主要企業
- 高島織物工業協同組合
- 滋賀県撚糸工業組合

| - 泉精工高島工場（高島） - 大津電気工業高島工場（高島） - 安曇川電子工業（安曇川） - ホリゾンびわこ工場（新旭） - 信和精工（新旭、朽木） - 新旭電子工業（新旭） - 京都シール（新旭） - 平安製作所（マキノ） - 川惣電機工業滋賀工場（マキノ） | - 醸造業（地酒） - 福井弥平商店 - 「萩乃露」（高島） - 川島酒造 - 「松の花」（新旭） - 上原酒造 - 「不老泉」（新旭） - 七洋酒造 - 「若恵比寿」（新旭） - 池本酒造 - 「琵琶の長寿」（今津） - 吉田酒造 - 「竹生嶋」（マキノ） |

### 商業施設
| - アスピー（安曇川） - エスパ（新旭） - ローラン名小路（今津） - 平和堂 あどがわ店・今津店 - ジョーシン 近江今津店 - ケーズデンキ 今津店 - マツヤデンキ 安曇川店 - バロー 安曇川店 - ジャパン 新旭店・今津店 | - アヤハディオ 安曇川店・今津店 - コメリ 高島店・新旭店・今津店・マキノ店 - ホームプラザナフコ 高島店（新旭） - 業務スーパー 安曇川店 - PLANT 高島店（安曇川） |

### 観光業
- ウエストレイクホテル
- 今津サンブリッジホテル
- 奥琵琶湖マキノグランドパークホテル（旧・奥琵琶湖マキノプリンスホテル）

### 金融機関
- 滋賀銀行
- 関西みらい銀行
- 滋賀県信用組合

## 姉妹都市・友好都市
- 北海道虻田郡ニセコ町：ともにカタカナ地名の町であったことから、1978年（昭和53年）に旧マキノ町が姉妹都市提携。
- 大阪府吹田市：1980年（昭和55年）に旧今津町が友好都市提携。
- 大阪府守口市：1981年（昭和56年）に旧安曇川町が友好都市提携。
- 愛媛県大洲市：1999年（平成11年）に旧安曇川町が友好都市提携。
- アメリカ合衆国ミシガン州ペトスキー市：1976年（昭和51年）に旧マキノ町が姉妹都市提携。

その他
かつては信長ゆかりの自治体の集まる「織田信長サミット」にも参加し、1996年には第13回サミットを高島町（当時）で開催したが2007年のサミットを最後に離脱している。

## 地域

### 医療・福祉

#### 主な医療機関
| - 高島市民病院 - マキノ病院 - 今津病院 | - 本多医院 - 安井医院 - 藤井医院 |

#### 福祉機関
| - 特別養護老人ホーム - 清風荘 - やまゆりの里 - ふじの里 - ニューサンライズ - 介護老人保健施設 - 陽光の里 - 訪問看護 - マキノ病院訪問看護ステーション - あいりん訪問看護ステーション - 高島市訪問看護ステーション - 夢の木訪問看護ステーション - 藤樹会訪問看護ステーション欅（休止中） | - 訪問介護 - きらりマキノ - ヘルパーステーション じゃがいもの家 - こころいちばんホームヘルプサービス - たかしま会訪問介護事業所 - 朽木ホームヘルパーステーション - 在宅介護ファミールケア堅田センター - きらり高島 - しみんふくし滋賀 高島訪問看護事業所 - きらり新旭 - 新旭介護サービスセンター - ヘルパーステーション元気な仲間 |

- 高島市地域包括支援センター
- 精神障害者地域生活支援センター藤の樹
- 湖西障害者生活支援センターほろん
- 湖西地域働き・暮らし応援センター
- 湖西地域障害者生活支援センターわになろう
- 高島市教育支援センターすまいる

### 教育

#### 小学校
| - 高島市立マキノ東小学校 - 高島市立マキノ西小学校 - 高島市立マキノ南小学校 - 高島市立今津東小学校 - 高島市立今津北小学校 - 高島市立朽木東小学校 - 高島市立朽木西小学校 | - 高島市立安曇小学校 - 高島市立青柳小学校 - 高島市立本庄小学校 - 高島市立高島小学校 - 高島市立新旭南小学校 - 高島市立新旭北小学校 |

#### 中学校
| - 高島市立マキノ中学校 - 高島市立今津中学校 - 高島市立朽木中学校 | - 高島市立安曇川中学校 - 高島市立高島中学校 - 高島市立湖西中学校 |

#### 高等学校
- 滋賀県立高島高等学校
- 滋賀県立安曇川高等学校
- ECC学園高等学校

#### その他
- 滋賀県立新旭養護学校

### 郵便局
| - 高島郵便局 - 高島拝戸郵便局 - 安曇川郵便局 - 安曇川古賀郵便局 - 青柳郵便局 - 船木郵便局 - 新旭郵便局 - 新旭深溝郵便局 | - 朽木郵便局 - 古屋簡易郵便局 - 今津郵便局 - 今津桂郵便局 - 保坂郵便局 - マキノ郵便局 - マキノ沢郵便局 - マキノ小荒路郵便局 |

### 市民活動
| - じゃがいもの家 - 杣の会 - 朽木針畑山人協会 - 元気な仲間 - クマノヤマネット - びわの音・西近江 - どっちんクラブ - 絵本による街づくりの会 - 愛着のある郷づくり塾 - 里山ライフ研究所 - 麻生里山センター | - 湖西生涯学習まちづくり研究会どろんこ - 近江湖西会 - 高島なごみの里 - 滋賀県ライフル射撃協会 - 子育ち・子育てサポートきらきらクラブ - ほたるの苑 - Independence Board-walk org Japan - 高島・いまづロウイングクラブ - TSC - 湖西の郷 - びわ湖トラスト |

## 交通

### 鉄道路線
湖西線が市の東部を南北に縦断している。市内に下記のとおり6駅が存在し、そのうち一部の特急が停車する近江今津駅が拠点であるといえる。市役所への最寄り駅は新旭駅である。関西圏の自治体で踏切が存在しないのは、鉄道自体が存在しない市町村を除き、当市および大阪府守口市、門真市の3市だけである。
西日本旅客鉄道（JR西日本）
- 湖西線
  - 近江高島駅 - 安曇川駅 - 新旭駅 - 近江今津駅 - 近江中庄駅 - マキノ駅

### バス路線
- 江若交通（朽木地区、安曇川地区）
- 西日本JRバス（今津地区）
- 湖国バス（今津地区、マキノ地区）
- 京都バス（比良線）（朽木地区）
- 高島市コミュニティバス（市運営）

### 道路
- 高速道路
市内を高速道路は通っていない。国道303号を経由し、木之本インターチェンジが最寄りインターチェンジになるが、国道161号・琵琶湖西縦貫道路を南下して京都東インターチェンジを利用する方法もある。
- 一般国道
  - 国道161号琵琶湖西縦貫道路（高島バイパス・湖北バイパス）
  - 国道303号
  - 国道367号
- 主な県道
  - 滋賀県道23号小浜朽木高島線
  - 滋賀県道38号太田安井川線
  - 滋賀県道54号海津今津線
  - 滋賀県道297号安曇川高島線
  - 滋賀県道301号藁園熊野本線
  - 滋賀県道333号安曇川今津線
  - 滋賀県道335号今津マキノ線
  - 滋賀県道558号高島大津線
- 道の駅
  - 道の駅藤樹の里あどがわ
  - 道の駅しんあさひ風車村
  - 道の駅くつき新本陣
  - 道の駅マキノ追坂峠

### 船舶

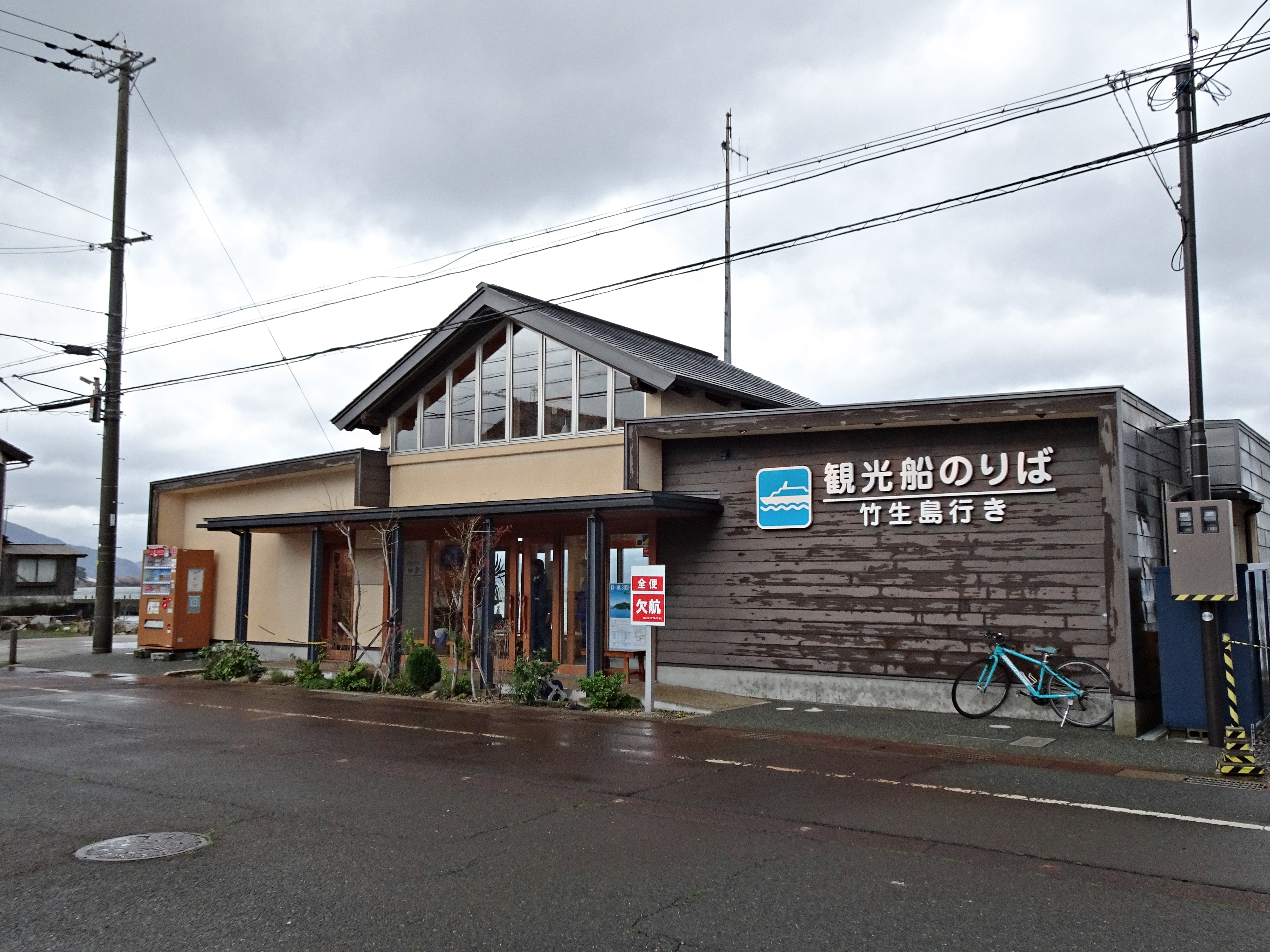
今津港のりば（建て替え後）

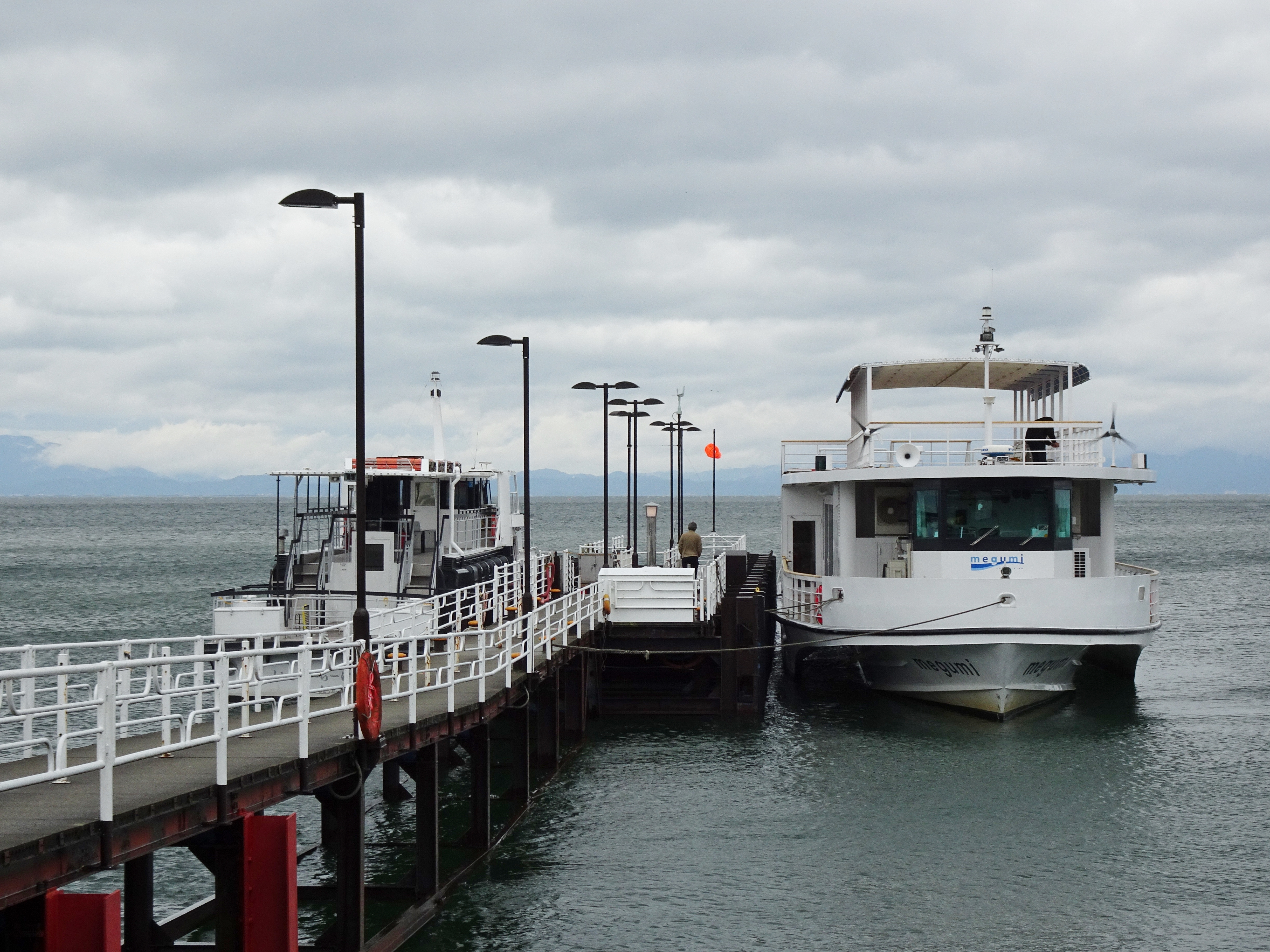
今津港桟橋

- 今津港
竹生島行き、竹生島から長浜港、彦根港、飯浦港行きに接続

## 名所・旧跡・観光スポット・祭事・催事

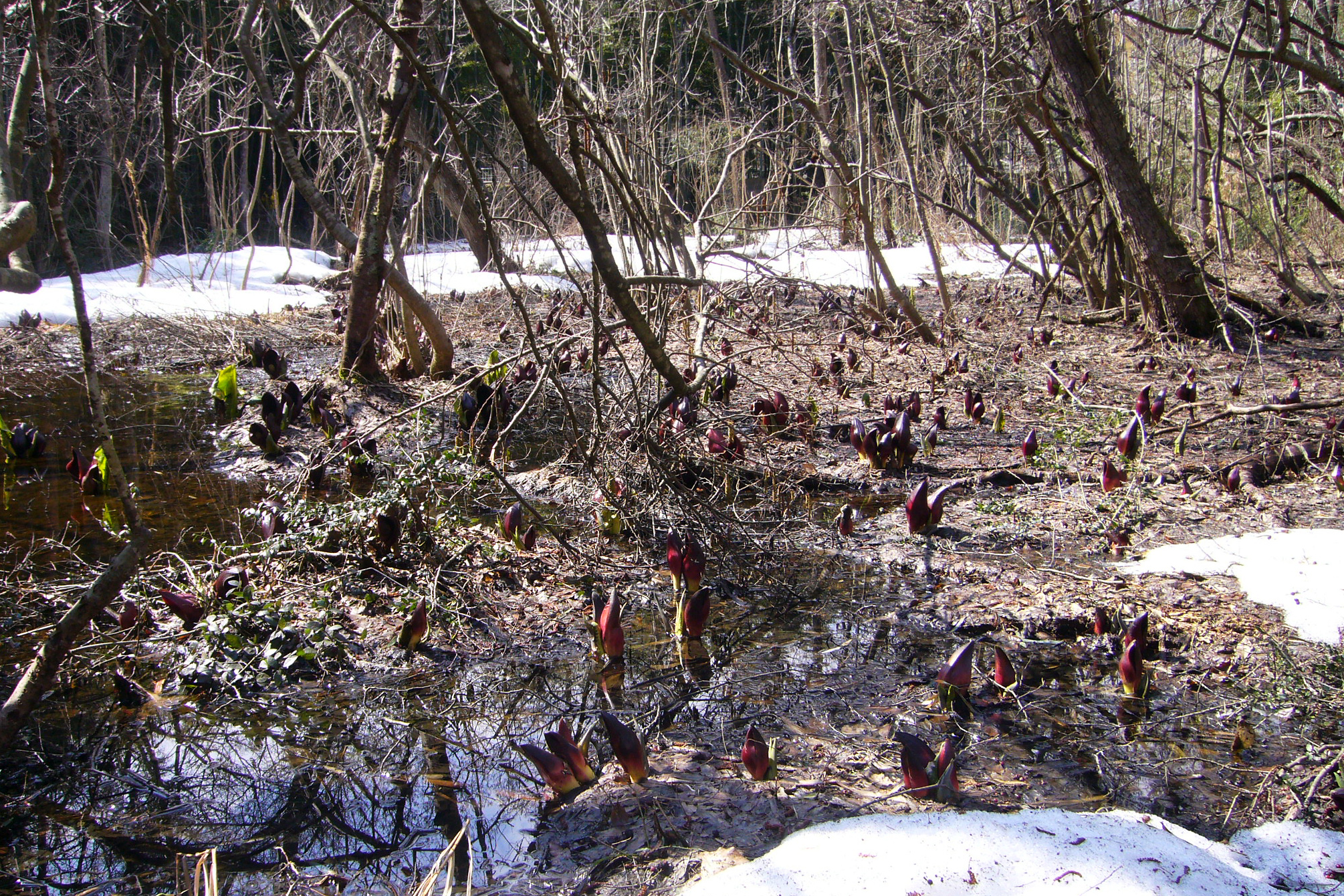
今津のザゼンソウ群落

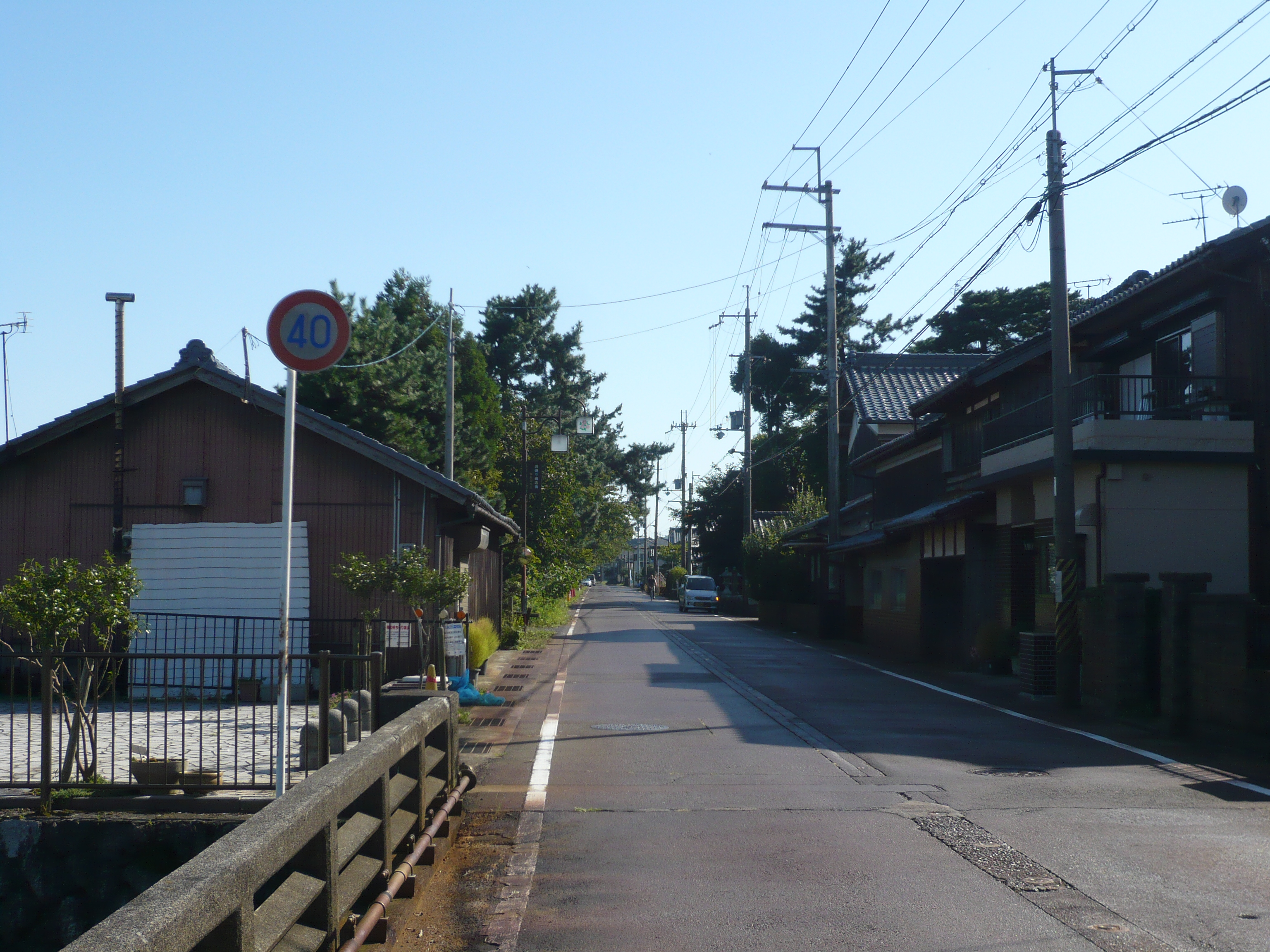
今津港そばの町並み

### 自然
- 沖の白石
- 萩の浜（日本の渚百選）
- 八ッ淵の滝（日本の滝百選）
- 畑の棚田（日本の棚田百選）
- メタセコイア並木（日本街路樹百景）
- 海津大崎（琵琶湖八景『暁霧・海津大崎の岩礁』、日本さくら名所100選）
- 生杉のブナ原生林
- 今津浜
- 今津のザゼンソウ群落（滋賀県緑地環境保全地域：国内南限のザゼンソウ群生地）
- ノウルシ群生地（高島市新旭町の琵琶湖湖畔[8]）
- 高島トレイル - 高島市内の中央分水嶺を縦走するトレッキングルート
- マキノ高原

### 神社・仏閣・教会

#### 神社

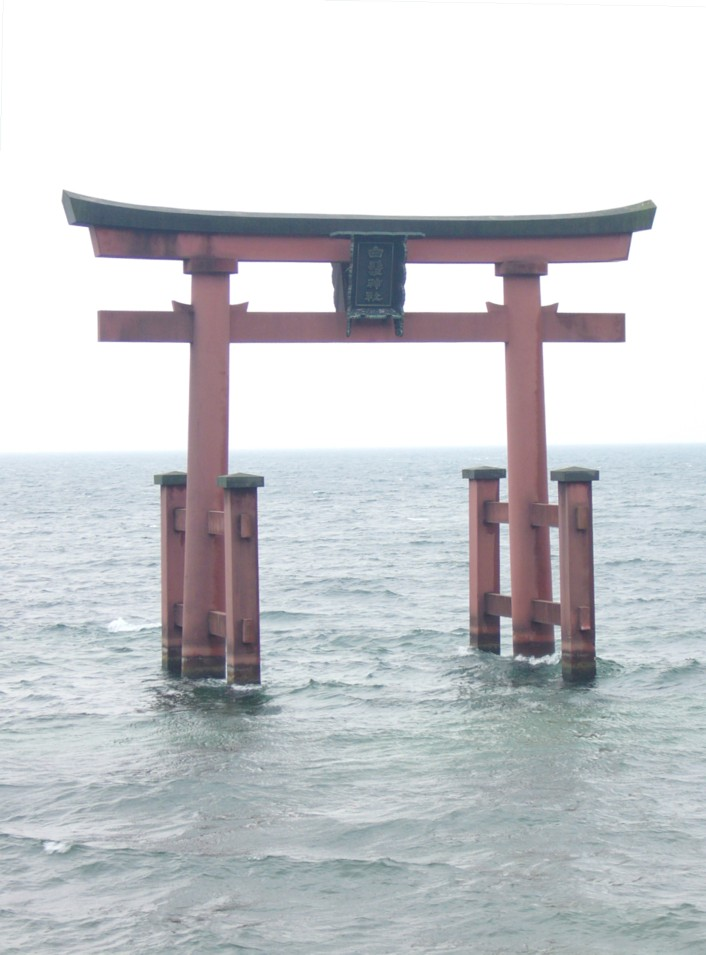
白鬚神社の湖中鳥居

| - 白鬚神社 - 水尾神社 - 白山神社（宮野） - 日吉神社（勝野） - 宇伎多神社 - 阿志都彌神社 - 田中神社 - 日吉神社（安曇川町青柳） - 思子淵神社（安曇川町中野） - 箕島神社 - 安閑神社 - 三重生神社 | - 波爾布神社 - 熊野神社 - 大國主神社 - 日吉二宮神社 - 日吉神社 - 健速神社 (高島市) - 大田神社 - 大荒比古神社 - 藁園神社 - 志子淵神社 - 邇々杵神社 - 大宮神社 | - 櫟原神社 - 日置神社 - 津野神社 - 弓削神社 - 阿志都弥神社・行過天満宮 - 住吉神社 - 大荒比古神社・鞆結神社 - 大處神社 - 唐﨑神社 - 國狭槌神社 - 海津天神社 - 坂本神社 |

#### 仏教寺院
| - 禅智院 - 願應寺（勝野） - 長谷寺（音羽） - 圓光寺（勝野） - 最勝寺（勝野） - 大清寺（武曽横山） - 慈敬寺（鴨） - 玉林寺 - 萬勝寺（安曇川町上小川） - 崇禅寺（安曇川町横江） - 西光寺（安曇川町南船木） - 玉泉寺（安曇川町田中） | - 大泉寺（新旭町饗庭） - 覺傳寺（新旭町饗庭） - 報恩寺（新旭町饗庭） - 永正寺（新旭町熊野本） - 本養寺（新旭町熊野本） - 阿弥陀寺（新旭町旭） - 正傳寺（新旭町旭） - 大善寺（新旭町新庄） - 深溝鬼子善神堂（新旭町深溝） - 興聖寺（朽木岩瀬） - 秀隣寺（朽木野尻） - 洞照寺（朽木雲洞谷） | - 酒波寺（今津町酒波） - 西江寺（今津町藺生） - 曹澤寺（今津町今津） - 芳岳院（今津町岸脇） - 大崎寺 - 宝幢院（マキノ町海津） - 最勝寺（マキノ町海津） - 願慶寺（マキノ町海津） - 西榮寺（マキノ町西浜） - 名願寺（マキノ町小荒路） - 長法寺（マキノ町沢） |

#### 天理教会
| - 天理教道高分教会（新旭町旭） - 近江乃國分教会（安曇川町田中） - 湖北分教会（今津町今津） |

#### キリスト教会
| - 日本基督教団今津教会会堂（今津町今津） - カトリック安曇川教会（安曇川町西万木） | - 日本イエス・キリスト教団湖西教会（新旭町藁園） |

### 史跡

#### 遺跡（古代）
- 鴨遺跡 - 縄文時代から江戸時代までの複合遺跡。平安時代前期の木簡5点が出土した。
- 上開田遺跡 - 縄文時代中期の打製石器、古墳時代の土壙墓が見つかった。
- 仏性寺遺跡 - 縄文時代の土偶、切目石錘、敲石が見つかった。
- 北仰西海道遺跡 - 縄文時代後期から弥生時代後期の共同墓地的な性格を持った遺跡。約100基の土器棺墓が見つかった。
- 弘部野遺跡 - 縄文時代から奈良時代にかけての集落遺跡。
- 森浜遺跡 - 弥生時代から古墳時代前期。古代琴が出土した。
- 安井川遺跡 - 弥生時代の集落遺跡。
- 針江浜遺跡 - 弥生時代後期から古墳時代にかけての湖底に存在する遺跡である。
- 針江川北遺跡 - 弥生時代中期から後期の遺跡。環濠集落と水田跡が検出された。
- 熊野本遺跡 - 弥生時代の高地性集落の遺跡としては、東西約300メートル、南北約200メートルの滋賀県内最大である。
- 天神畑・上御殿遺跡 - 縄文時代から室町時代の遺跡。日本国内初の双環柄頭短剣（中国華北や内モンゴルに分布するオルドス式銅剣に似ている）の鋳型が出土した。
- 下五反田遺跡 - 3世紀から11世紀にかけての遺跡だが、中心を成すのは5世紀中葉の遺跡である。韓式土器などが出土し渡来人との交流が見られる。
- 南市東遺跡 - 5世紀後半頃の遺跡。カマドや韓式土器など、渡来人と交流があったことをうかがわせる遺跡である。
- 八反田遺跡 - 5世紀末から6世紀に出現した遺跡。下五反田遺跡、南市東遺跡の住民が移住したと推定されている。
- 美園遺跡 - 6世紀から7世紀にかけての遺跡。古墳と10世紀まで続く掘立柱建物が30楝検出された。
- 東谷遺跡 - 古墳時代後期くらいから製鉄が行われていた可能性がある製鉄遺跡。
- 北牧野製鉄遺跡 - 古墳時代後期くらいから製鉄が行われていた可能性がある。『続日本紀』によれば、703年の文武天皇在位中には確実に製鉄が行われている。
- 日置前遺跡 - 縄文時代から鎌倉時代までの複合遺跡。高島郡の郡衙跡と思われる遺跡が見つかっている。
- 弘川遺跡 - 奈良時代の官衙に付随する倉庫群と見られる総柱建物16楝が、見つかった。
- 木津製鉄遺跡 - 奈良時代の製鉄遺跡
- 栗屋田遺跡 - 奈良時代の掘立柱建物が検出。

#### 遺跡（中近世）
- 高嶋七ヵ寺 - 中世高島郡にあった天台宗の七大寺院
- 木津港跡 - 福井県の小浜藩の蔵屋敷の遺跡（新旭町饗庭木津区は小浜藩領）
- 藤樹書院
- シシ垣遺跡 - イノシシ避けの石垣（しし垣）群

#### 古墳
- 鴨稲荷山古墳 - 50メートル級の前方後円墳。朝鮮半島の影響を強く受けた多くの貴重な副葬品が出土した。被葬者は継体天皇の親族と推定されている。
- 田中王塚古墳 - 5世紀半ばの築造の円墳。継体天皇の父の彦主人王御陵。陵墓参考地に治定されて宮内庁の管理下に置かれている。
- 田中古墳群 - 5世紀から6世紀。約70基の方墳や円墳が確認された。
- 熊野本古墳群 - 3世紀前半から築かれた前方後方墳を含む古墳群。前方後方墳1基、前方後円墳1基、方墳12基、円墳24基、計38基からなる。前方後円墳は国内最古級とされる。
- 平ヶ崎王塚古墳 - 田中王塚古墳と墳丘規模・墳形・築造方法等に共通性が認められる。直径80ｍの平地に築かれたものとしては県下最大級の円墳。
- 南畑・下平古墳群 - 5世紀から7世紀にかけての群集墳である。継体天皇を支えた勢力と推測されている。
- 打下古墳 - 古墳時代中期の5世紀前半頃の古墳と推定される。
- 音羽古墳群 - 6世紀後半から7世紀初頭にかけての典型的村落形群集墳で全体として約50基から成る。
- 拝戸古墳群 - 水尾神社の後にある三尾山の古墳群。三尾氏の祖の墳墓とされる。
- 健速神社古墳群 - 健速神社 (高島市)（たてはやじんじゃ）は同古墳群の上に建っている。
- 白鬚神社古墳群 - 白鬚神社社殿背後の斜面にある。
- 妙見山古墳群 - 約80基確認されている。
- 下平古墳群 - 5世紀から7世紀、円墳19基、方墳4基で構成されている。
- 北牧野古墳群 - 古墳時代後期。約150基の古墳が確認されている高島市最大の古墳群。
- 西牧野古墳群 - 6世紀半ば。47基の古墳群。
- 胞衣塚 - 6世紀。継体天皇の胞衣（胎盤）が埋められたと伝承がある円墳。高島市指定文化財史跡

#### 城址
- 清水山城 - 高島氏の祖高島高信の築いた高島氏歴代の居城。国の史跡。JR新旭駅2km西方
- 朽木城 - 高島氏の支族である朽木氏の築いた陣屋。旧朽木村
- 永田城 - 旧高島町
- 横山城 - 旧高島町
- 田中城 - 高島氏の支族である田中氏の築いた城。旧安曇川町
- 舟木城 - 旧安曇川町
- 五番領城 - 旧安曇川町
- 吉武城 - 吉武壱岐守の居城。旧新旭町
- 新庄城 - 清水山城の中核的な出城。旧新旭町
- 大溝陣屋 - 大溝藩分部氏2万石の城址公園。城門、石垣が残る。

### 温泉
- くつき温泉 てんくう
- マキノ白谷温泉
  - マキノ高原温泉 さらさ
  - 白谷温泉
- 宝船温泉

### スポーツ
| - 新旭森林スポーツ公園（清水山城ハイキングコース、国の史跡） - マキノサニービーチ（快水浴場百選） - 近江白浜 - 萩の浜 - マキノピックランド | - 箱館山スキー場 - 国境スキー場 - マキノスキー場 - 朽木スキー場 - 今津スタジアム |

### その他

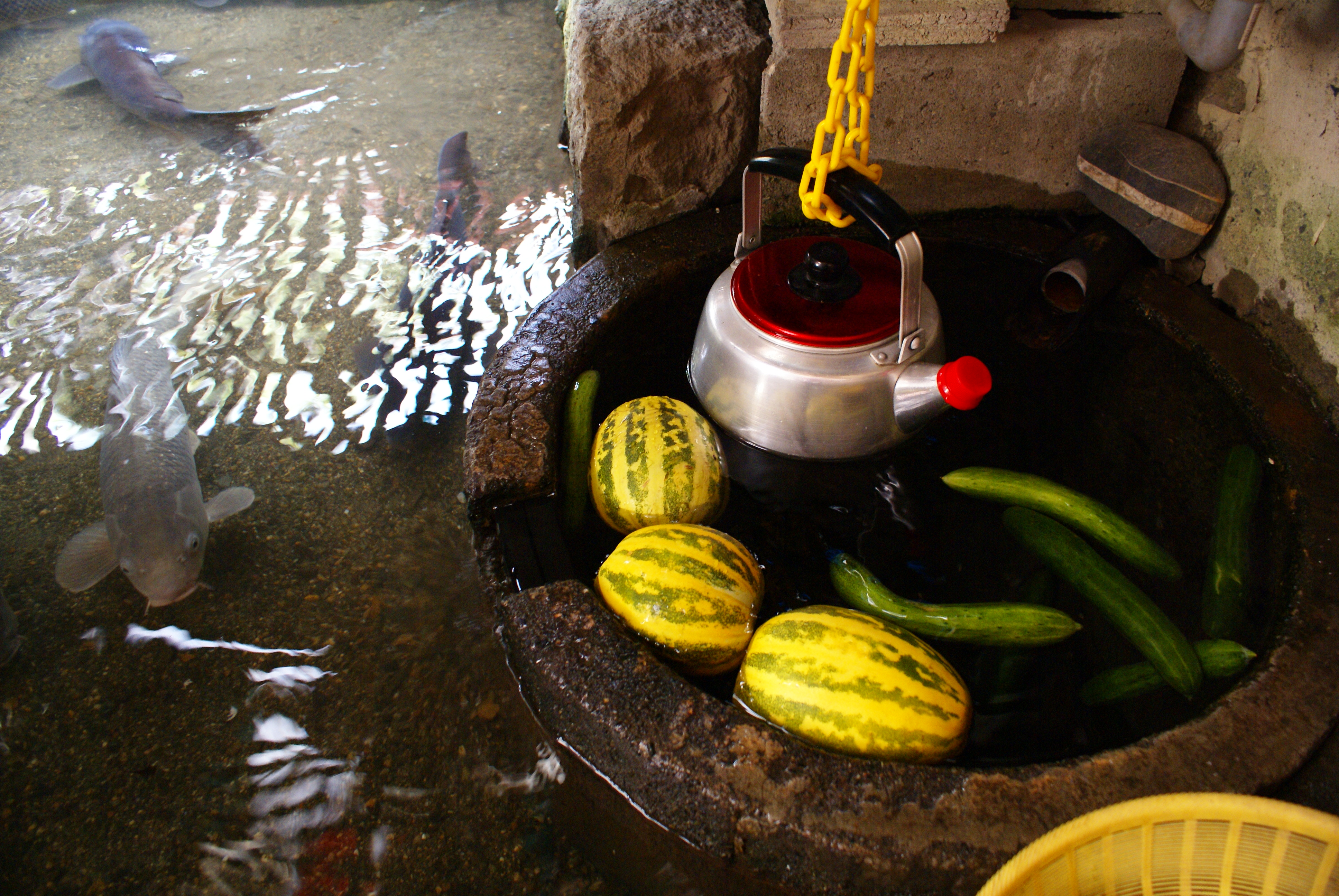
針江区のかばた

- 新旭町針江区の「生水の郷委員会」「平成の水百選」
- 琵琶湖周航の歌資料館
- 今津ヴォーリズ資料館
- 日本基督教団今津教会会堂
- 旧今津郵便局
- 丸八百貨店
- 滋賀県立びわ湖こどもの国
- ガリバー青少年旅行村
- 家族旅行村ビラデスト今津
- 在原の町並み

## 名産物
| - 鮒寿司 - 近江鴨 - 鯖のなれずし - 湖魚の佃煮 - 栃餅 - 丁稚羊羹 - 高島とんちゃん（味付けかしわ、味噌だれの鶏肉の料理） - 鰊麹漬け - しょいめし - たかしま生きもの田んぼ米（無農薬・無化学肥料） | - ちりめん - 雲平筆 - 虎斑石硯 - 扇骨 - 和ろうそく - 朽木盆 - 万木かぶ |

## 著名な出身者

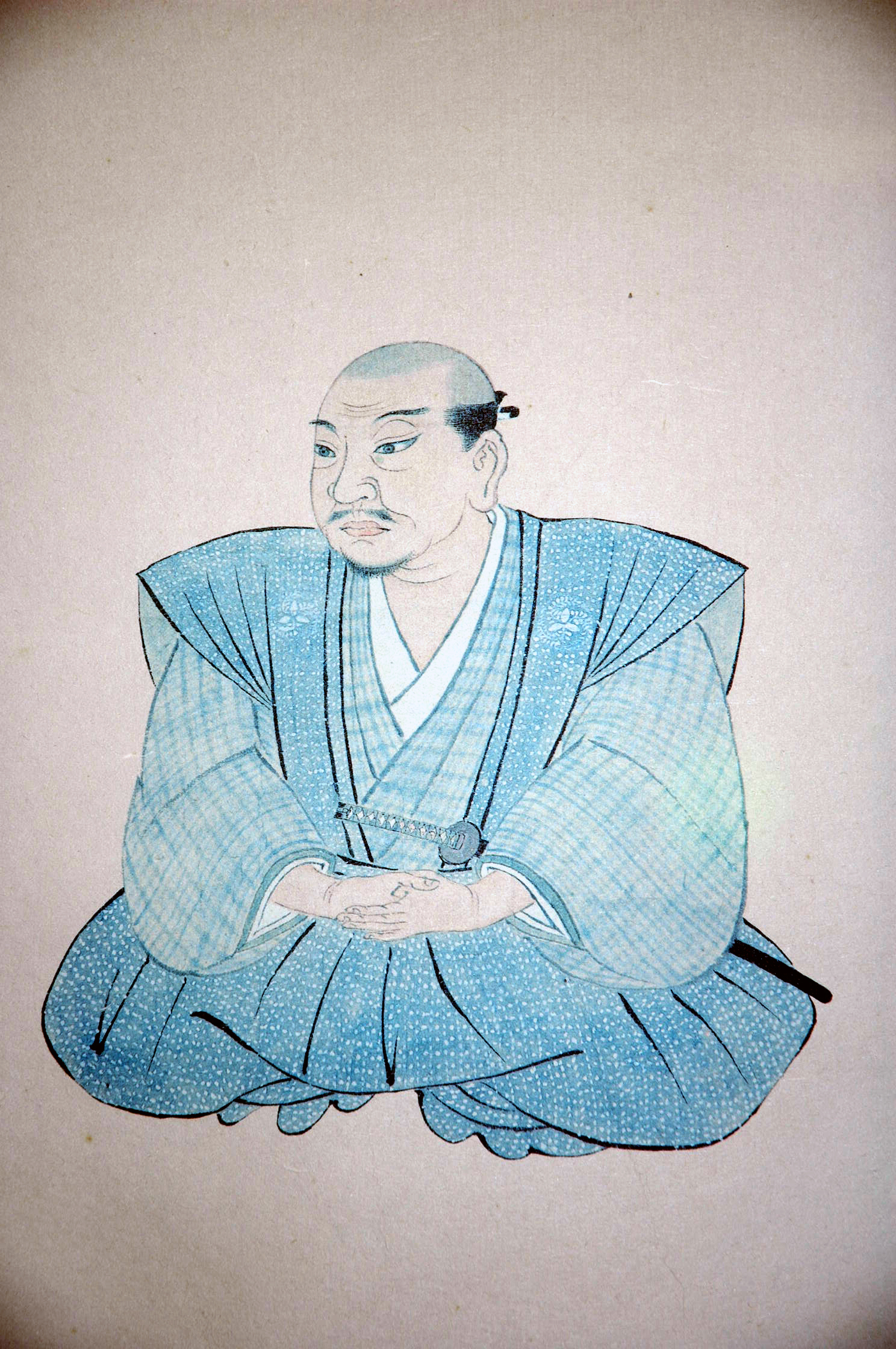
中江藤樹

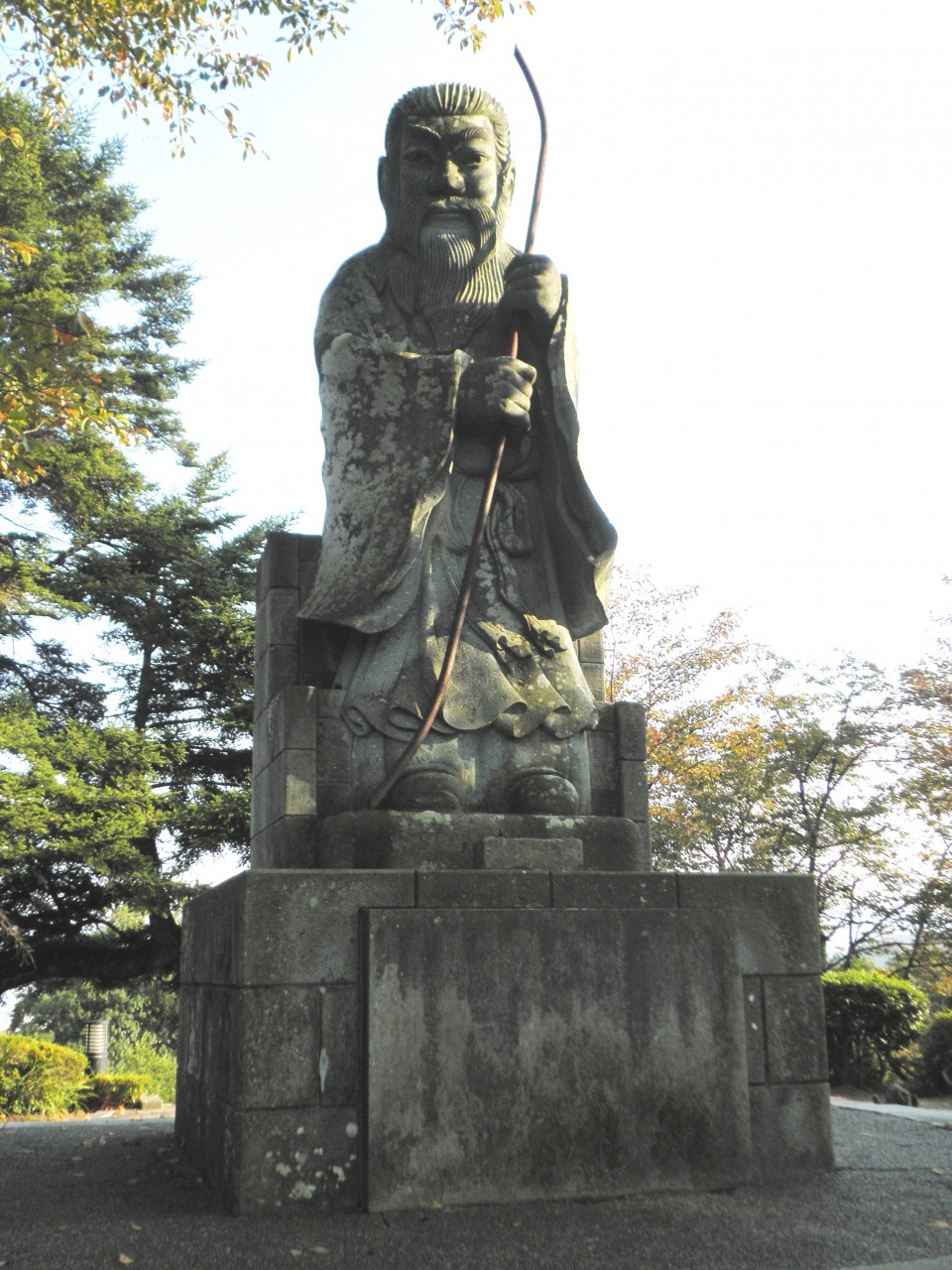
第26代天皇継体天皇

### 歴史上の人物
- 継体天皇 - 日本の第26代天皇、高島郡三尾（安曇川町三尾里）
- 彦主人王 - 古墳時代、継体天皇の父親
- 田中吉政 - 戦国大名、高島氏庶流田中氏、安曇川町田中出身
- 朽木元綱 - 戦国大名、高島氏庶流朽木氏、朽木出身
- 高島四郎兵衛 - 代々が髙島四郎兵衛を名乗るが、初代茂春は高島郡高島庄出身で戦国末期の長崎の頭人、次代茂貞（宗悦と号する。）は江戸時代の長崎の町年寄。家系は続き、幕末の高島四郎兵衛茂起の三男に砲術家高島秋帆（東京・高島平の地名の由来となる。）を出す。
- 中江藤樹 - 江戸時代の陽明学者、安曇川町上小川出身
- 浅見絅斎 - 江戸時代の儒学者、新旭町太田出身
- 上原立斎 - 江戸時代後期（幕末）儒学者、新旭町北畑（新儀村）出身
- 上原しん - 江戸時代後期（幕末）儒学者である小浜藩士の梅田雲浜夫人（先妻）、新旭町北畑（新儀村）出身

### 学術
- 饗庭孝男 - 文芸評論家、元青山学院大学名誉教授
- 石黒浩 - ロボット工学者、安曇川町出身。大阪大学大学院基礎工学研究科教授[10]
- 澤田軍治郎 - 大阪教育大学名誉教授
- 清水安三 - 宗教家・教育者。桜美林学園設立。新旭町北畑出身
- 中川源吾 - 水産学者
- 橋本鉄男 -  民俗学者
- 前田鼎 - 医学者
- 竹脇出 - 建築学者、安曇川町出身。京都大学名誉教授。京都美術工芸大学学長。日本建築学会元会長（2019-2021、第56代）

### 政治家・経済人
- 飯田儀兵衛 - 近江商人、髙島屋の遠祖、今津町出身
- 上原茂次 - 政治家（大津市長）
- 大谷仁兵衛 - 実業家、日本タイプライター創業者、今津町椋川出身
- 海東英和 - 政治家、元初代高島市長、内閣府公益認定等委員会委員
- 川島宇一郎 - 明治期の政治家（衆議院議員）、安曇川町長尾出身
- 川島信也 - 元長浜市長
- 河本嘉久蔵 - 政治家（元国土庁長官・参議院議員）、アヤハグループ創業者、安曇川町出身
- 河本英典 - 政治家（参議院議員）、安曇川町出身
- 西川喜代治 - 政治家、第2代高島市長
- 福井正明 - 政治家、高島市長
- 松本修 - 朝日放送テレビ製作局局長、マキノ町海津出身
- 森本千賀子 - 実業家、キャリアデザイナー、著作家、講演家。「株式会社morich」代表取締役 兼 All Rounder Agent、マキノ町出身
- 山下英利 - 政治家（参議院議員）
- 山下元利 - 政治家（元防衛庁長官・衆議院議員）、マキノ町山中出身
- 山本昌弘 - フランチャイズビジネスインキュベーション株式会社代表取締役、｢鰻の成瀬｣創業者

### 芸能人
- 岡本美歌 - 声優、舞台女優
- 桂三度 - 落語家、安曇川町出身
- 桂優々 - 落語家、桂米朝一門
- 沢井亮 - AV男優
- 井保三兎 - 劇作家、役者、演出家
- 馬場章夫 - タレント、高島町出身
- 水澤心吾 - 俳優

### 文化人
- 井上紀良 - 漫画家
- 岸誠二 - アニメーション演出家
- 木村朱里 - 女流棋士
- 鈴木表朔 - 漆芸家
- 須川信行 - 歌人、医師
- 古本ゆうや - 漫画家、マキノ町出身
- 渡忠秋 - 歌人

### スポーツ選手
- 落合晃 - 陸上競技選手（中距離走）
- 坂本工宜 - 元プロ野球選手（投手）
- 瀧中瞭太 - プロ野球選手（投手）
- 竹脇直巳 - ボブスレー選手、安曇川町出身
- 水口由紀 - 競艇選手
- 吉本ひかる - プロゴルファー

### その他
- 青木文教 - 仏教僧侶
- 河本にわ - 河本嘉久蔵の祖母、河本英典の曽祖母。出生記録が確認できる日本人として江戸時代生まれ最後の生き残りであり、長寿世界一だった。
- 白井庄次郎 - スーパーセンテナリアン、国内最高齢男性
- 斉藤章佳 - 精神保健福祉士、社会福祉士。依存症、性加害に関する著作多数。

## 在住有名人
- 半田百合子 - バレーボール選手、東洋の魔女
- 峰守ひろかず - 小説家（ライトノベル作家）

## スポーツチーム
- OBC高島 - 社会人野球のクラブチーム。2006年に創部。
- 滋賀・高島ベースボールクラブ - 社会人野球のクラブチーム。OBC高島から分離・独立し2010年に創部したが、2014年限りで解散。2012年に全日本クラブ野球選手権大会を制している。